# Gemeentelijke basisadministratie persoonsgegevens
De gemeentelijke basisadministratie persoonsgegevens (GBA) was van 1 oktober 1994 tot 6 januari 2014 de benaming voor de Nederlandse registratie van de administratieve levensloop van alle natuurlijke personen die ingezetene (woonachtig in Nederland) of ingeschrevene (laatste woongemeente in Nederland) was. De bijhouding van de GBA vond decentraal plaats door de Nederlandse gemeenten.
Tot 1 oktober 1994 werd de registratie bijgehouden in het bevolkingsregister. Per 6 januari 2014 is de GBA vervangen door de Basisregistratie Personen (BRP). Het is een van de tien officiële basisregistraties.

## Inhoud van de administratie
In de GBA bevond zich een overzicht van de administratieve levensloop van natuurlijke personen. Deze levensloop bestond onder meer uit:
- administratienummer
- burgerservicenummer
- familienaam
- voornamen
- juridisch geslacht
- geboortedatum en -plaats
- nationaliteit
- burgerlijke staat
- adres
- historische adressen
- vertrek uit de gemeente en waarheen
- datum van overlijden

## Gebruikers van de gegevens
Gebruikers van de GBA waren de burgers zelf en de gemeente. Daarnaast werden de gegevens in de GBA ook gebruikt door (semi)-overheidsorganisaties die voor de uitoefening van hun publiekrechtelijke taken persoonsgegevens nodig hebben. Hieronder vallen onder meer de politie, belastingdienst, notarissen, het waterschap en de pensioenfondsen.
De bijzondere gemeenten Bonaire, Saba en Sint Eustatius waren niet aangesloten op de GBA.

## Wet basisregistratie personen
De wet GBA is inmiddels vervangen door de Wet van 3 juli 2013 houdende nieuwe regels voor een basisregistratie personen (kort: wet BRP). De inwerkingtreding van de wet BRP vond plaats op 6 januari 2014.

## Kwaliteit GBA
Uit onderzoek, uitgevoerd door het ministerie van Binnenlandse Zaken, bleek dat in 2009 bij 5 procent van de geregistreerde personen er verschillen zaten tussen het adres in de GBA en het feitelijke adres zoals geconstateerd bij onderzoek.